# Killer (album d'Alice Cooper)
Pour les articles homonymes, voir Killer.
Albums de Alice Cooper
Love It to Death
(1971) School's Out
(1972)
Singles
1. Under My Wheels
Sortie : Novembre 1971
2. Be My Lover
Sortie : Janvier 1972
3. Halo of Flies (Pays-Bas)
Sortie : 1973

Killer est le 4e album studio du groupe Alice Cooper sorti le 27 novembre 1971 sur le label Warner Bros. Records et a été produit par Bob Ezrin.

## Album
Surfant sur la vague du succès engendrée par l'album Love It to Death, Alice et son groupe retournent en studio dès la fin de la tournée américaine pour enregistrer son successeur, Killer. Comme son prédécesseur, il a été enregistré à Chicago dans les studios RCA à Chicago et produit par Bob Ezrin qui cette fois-ci participe aussi aux compositions.
Killer est un album assez noir et malsain (Dead Babies), voire expérimental (Halo of Flies et Killer). Il comprend un hommage à Jim Morrison, décédé en juillet 1971, avec la chanson Desperado et le single hit Under My Wheels.
Le Boa constricteur présent sur la pochette est "Kachina", le premier serpent d'Alice Cooper (il appartenait en fait à Neal Smith). Il périra dans les canalisations des toilettes d'un hôtel du Tennessee lors du Killer Tour en 1972. C'est aussi à ce moment qu'Alice Cooper apparaîtra avec son fameux maquillage.
Cet album se classa à la 21e place du Billboard 200 aux États-Unis et à la 27e place en Grande-Bretagne.

## Liste des titres
| 1. | Under My Wheels | Michael Bruce, Dennis Dunaway, Bob Ezrin                     | 2:48 |
| 2. | Be My Lover     | Bruce                                                        | 3:15 |
| 3. | Halo of Flies   | Bruce, Alice Cooper, Dennis Dunaway, Neal Smith, Glen Buxton | 8:21 |
| 4. | Desperado       | Bruce, Cooper                                                | 3:25 |

| 1. | You Drive Me Nervous | Bruce, Cooper, Ezrin                  | 2:24 |
| 2. | Yeah, Yeah, Yeah     | Bruce, Cooper                         | 3:33 |
| 3. | Dead Babies          | Bruce, Cooper, Dunaway, Smith, Buxton | 5:40 |
| 4. | Killer               | Bruce, Dunaway                        | 7:07 |

## Musiciens
Alice Cooper Band
- Alice Cooper - chant, harmonica
- Glen Buxton - guitare solo

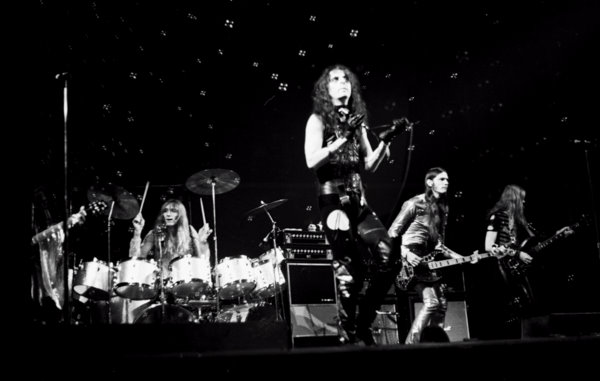
Alice Cooper lors du Killer Tour en 1972.

- Michael Bruce - guitare rythmique, claviers, piano, orgue, chœurs
- Dennis Dunaway - basse, chœurs
- Neal Smith - batterie, percussions, chœurs

Musiciens additionnels
- Rick Derringer - guitare additionnelle sur Under My Wheels et sur Yeah, Yeah, Yeah.
- Bob Ezrin - claviers, minimoog, arrangements (cuivres et cordes)

## Charts & certifications
| Pays        | Durée du classement | Meilleur classement |
| ----------- | ------------------- | ------------------- |
| États-Unis  | 54 semaines         | 21e                 |
| Canada      | 40 semaines         | 6e                  |
| Royaume-Uni | 18 semaines         | 27e                 |

| Pays       | Ventes  | Certification | Date       |
| ---------- | ------- | ------------- | ---------- |
| États-Unis | Or      | 500 000 +     | 28/01/1972 |
| États-Unis | Platine | 1 000 000 +   | 13/10/1986 |

### Charts singles
| Année | Single          | Chart           | Durée du classement | Position |
| ----- | --------------- | --------------- | ------------------- | -------- |
| 1971  | Under My Wheels | Hot 100         | 8 semaines          | 59e      |
| 1971  | Under My Wheels | RPM Top Singles | 5 semaines          | 49e      |
| 1971  | Be My Lover     | Hot 100         | 10 semaines         | 49e      |
| 1971  | Be My Lover     | RPM Top Singles | 10 semaines         | 21e      |
| 1973  | Halo of Flies   | (V) Ultratop    | 3 semaines          | 24e      |
| 1973  | Halo of Flies   | Mega Top 50     | 7 semaines          | 5e       |

- Halo of Flies sortira en single mais seulement en 1973 et uniquement aux Pays-Bas. Ce titre servant de jingle à un DJ de la radio pirate hollandaise, Radio Veronica, il fera l'objet d'une demande massive des auditeurs pour qu'il sorte en single. Il atteindra la 5e place dans les charts hollandais et sera classé 8e dans la catégorie  des "chansons les plus populaires" en 1973, il y sera toujours présent en 2002 à la 4e place dans un classement similaire[14]. Il se classa aussi en Belgique (dans sa partie Flamande) à la 24e place

## Commentaires
Le titre "Halo of Flies" a inspiré Tom Hazelmyer pour nommer son groupe Halo of Flies.